# Володіна Маргарита Володимирівна
Маргарита Володимирівна Володіна (нар. 26 січня 1938, Ленінград) — радянська акторка театру і кіно. Народна артистка РРФСР (1973).

## Біографія
Народилася в Ленінграді. У біографічних довідках вказується, що вона народилася 26 січня 1938 року, проте у своїй «Сповіді» акторка зазначає, що до початку німецько-радянської війни вона дев'ятирічною закінчила 3-й клас школи, а після війни, яку вона пережила в окупації, її матері, Леокадії Миколаївні (польці), вдалося помітно зменшити вік дочки.
Маргарита Володіна займалася в драмгуртку Будинку кіно під керівництвом Матвія Дубровіна та гуртку художнього слова Ленінградського Палацу піонерів. У 1959 році закінчила Школу-студію МХАТ у Москві (курс Віктора Монюкова), з 1959 по 1961 рік була акторкою театрів «Сучасник» і Радянської армії, з 1961 по 1993 роки — виступала в Театрі-студії кіноактора.
У 1957 року Маргарита Володіна вперше зіграла у кіно. За свою кінокар'єру виконала близько 20 ролей. Найкращою роботою акторки стала роль комісара у фільмі «Оптимістична трагедія», екранізації п'єси Всеволода Вишневського (1963).
13 років прожила у шлюбі з режисером цього фільму Самсоном Самсоновим, знявшись у багатьох його картинах. У шлюбі народила доньку Марію. З другим чоловіком, з яким вона прожила п'ять років, виявився аферистом; третій, лікар-педіатр, — помер через рік після весілля.
В 1994 році поїхала до дочки у Франції, живе в Парижі.
Написала книгу «Сповідь акторки».

## Визнання і нагороди
- 1964 — за результатами опитування читачів журналу «Советский экран» визнана найкращою акторкою 1963 року
- 1965 — Заслужена артистка РРФСР
- 1973 — Народна артистка РРФСР

## Фільмографія
- 1957 — Вогняні версти (реж. С. Самсонов) — Катерина Гаврилівна
- 1960 — Безсонна ніч (реж. І. Анненський) — Ніна Полонська
- 1960 — Ровесник століття (реж. С. Самсонов) — Аня
- 1961 — Два життя (реж. Л. Луков) — Ірина Олександрівна Оболенська (Нащекіна)
- 1963 — Оптимістична трагедія (реж. С. Самсонов) — комісар
- 1964 — Три сестри (реж. С. Самсонов) — Маша
- 1965 — Чорний бізнес (реж. В. Журавльов) — міс Ластер
- 1966 — Лють (реж. М. Іллінський) — Лелька
- 1967 — Арена (реж. С. Самсонов) — Маша
- 1969 — Щовечора об одинадцятій (реж. С. Самсонов) — Люда
- 1975 — Остання жертва (реж. П. Тодоровський) — Юлія Павлівна Тугина
- 1978 — І ти побачиш небо (реж. Г. Кузнєцов) — мати Аркадія
- 1978 — Хода золотих звірів (реж. Т. Вульфович) — Тамара Олександрівна
- 1979 — Біла мазурка (реж. В. Якубовська) — Наталія Пол
- 1979 — Пізня зустріч (реж. В. Шредель) — Гущина
- 1984 — Час і сім'я Конвей (реж. В. Басов) — Кей
- 1985 — Таємниця землі (короткометражний; реж. О. Іванов)

## Озвучення
- 1987 — Це дивне місячне світло — Інга